# Morostoma
Morostoma là một chi bọ cánh cứng trong họ 
Elateridae.
Chi này được miêu tả khoa học năm 1879 bởi Candèze.

## Các loài
Các loài trong chi này gồm:
- Morostoma cottai Fairmaire, 1901
- Morostoma longicorne Fleutiaux, 1929
- Morostoma madagascariense Fleutiaux, 1929
- Morostoma nitidum Fleutiaux, 1929
- Morostoma palpale Candèze, 1879
- Morostoma sicardi Fleutiaux, 1929
- Morostoma subdepressum Fleutiaux, 1907
- Morostoma testaceipenne Candèze, 1893